# نیست
نیست (به لاتین: Nesset) یک شهرستان نروژ در نروژ است که در مور او رومسدال واقع شده‌است.

## خصوصیات
نیست ۱٬۰۴۶٫۳۲ کیلومترمربع مساحت و ۳٬۰۷۴ نفر جمعیت دارد.